# انجمن آمریکایی رصدگران ستاره متغیر
انجمن آمریکایی رصدگران ستارهٔ متغیر (به انگلیسی: American Association of Variable Star Observers) با کوته‌نوشت (AAVSO)، از زمان تأسیس خود در سال ۱۹۱۱، مشاهدات ستاره‌های متغیر را که بیشتر آن‌ها توسط اخترشناسان آماتور انجام شده‌است، هماهنگ، جمع‌آوری، ارزیابی، تجزیه و تحلیل، منتشر و بایگانی کرده و پیشینه‌ها را در اختیار اخترشناسان حرفه‌ای، پژوهشگران و همچنین آموزندگان و مربیان قرار می‌دهد. این رکوردها منحنی‌های نوری را ترسیم می‌کنند که تغییر در روشنایی یک ستاره را در طول زمان نشان می‌دهد.
از آنجایی که ستاره‌شناسان حرفه‌ای زمان یا منابع لازم برای نظارت بر هر ستاره متغیر را ندارند، نجوم یکی از معدود علومی است که آماتورها می‌توانند مشارکت واقعی در تحقیقات علمی داشته باشند. در طول سال ۲۰۱۱، صدمین سال از وجود AAVSO، ۲۰ میلیونمین رصد ستاره متغیر در پایگاه داده دریافت شد. پایگاه بین‌المللی AAVSO در حال حاضر بیش از ۳۵ میلیون مشاهده را ذخیره می‌کند. این سازمان سالانه نزدیک به ۱۰۰۰۰۰۰ مشاهدات را از حدود ۲۰۰۰ ناظر حرفه‌ای و آماتور دریافت می‌کند و به‌طور مرتب در مجلات علمی نقل قول می‌شود.
این انجمن همچنین در آموزش و اطلاع‌رسانی عمومی بسیار فعال است. آنها به‌طور معمول کارگاه‌های آموزشی برای علوم شهروندی برگزار می‌کنند و مقالاتی را با آماتورها به عنوان نویسندگان همکار منتشر می‌کنند. در دههٔ ۱۹۹۰، AAVSO برنامه درسی «Hands-On Astrophysics» را توسعه داد، که اکنون با نام ستاره‌شناسی متغیر شناخته می‌شود.